# Suisse au Concours Eurovision de la chanson 2021
La Suisse est l'un des trente-neuf pays participants du Concours Eurovision de la chanson 2021, qui se déroule à Rotterdam aux Pays-Bas. Le pays est représenté par le chanteur Gjon's Tears et sa chanson  Tout l'Univers, sélectionnés en interne par le diffuseur suisse SRG SSR. Le pays se classe 3e avec 432 points lors de la finale, réalisant ainsi son meilleur résultat depuis 1993

## Sélection
Le 20 mars 2020, soit deux jours après l'annulation de l'édition 2020, le diffuseur SRG SSR confirme sa participation au Concours Eurovision de la chanson 2021 et annonce que le pays sera représenté par Gjon's Tears, déjà sélectionné pour 2020.
Vingt chansons ont été écrites par Gjon's Tears avec des compositeurs suisses et internationaux. Les votes d'un panel de 100 membres (50 %) et d'un jury d'experts internationaux de 20 membres (50 %) a sélectionné la chanson gagnante. La chanson Tout l'Univers, est dévoilée le 10 mars 2021. Elle est composée par Gjon's Tears lui-même, Wouter Hardy, Nina Sampermans et Xavier Michel.

## À l'Eurovision
La Suisse participe à la deuxième demi-finale du 20 mai 2021. Elle s'y classe 1re avec 291 points, se qualifiant donc pour la finale. Lors de celle-ci, elle termine à la 3e place avec 432 points.